# Веретейченко Іван Леонідович
Іван Леонідович Веретейченко — полковник Збройних сил України, що відзначився у ході російського вторгнення в Україну, учасник російсько-української війни.

## Життєпис
У 2023—2024 виконував обов'язки командира 23-ї окремої механізованої бригади .

## Нагороди
- орден Богдана Хмельницького III ступеня (30 березня 2022) [2]